# Crkva sv. Roka u Hvaru
Crkva sv. Roka nalazi se u u gradu Hvaru.

## Opis
Ova renesansna crkva s kvadratičnom apsidom sagrađena krajem 15. stoljeća. Ističe se reljefom Sv. Roka i Sebastijana iznad ulaznih vrata. Smještena je na samom rubu grada, prekoputa glavnog pročelja dominikanske crkve sv. Marka. Tijekom stoljeća bila je matična crkva sela Brusje u Hvaru. U 20. stoljeću adaptirana je za stanovanje.

## Zaštita
Pod oznakom Z-5817 zavedena je kao nepokretno kulturno dobro - pojedinačno, pravna statusa zaštićena kulturnog dobra, klasificirano kao "sakralna graditeljska baština".

## Vanjske poveznice
|  | Zajednički poslužitelj ima još gradiva o temi Crkva sv. Roka u Hvaru |